# Europees kampioenschap zeilwagenrijden 1990
Het Europees kampioenschap zeilwagenrijden 1990 was een door de Internationale Vereniging voor Zeilwagensport (FISLY) georganiseerd kampioenschap voor zeilwagenracers. De 28e editie van het Europees kampioenschap vond plaats in het Nederlandse Terschelling. 

## Uitslagen
| klasse     | Goud             | Zilver                 | Brons                 |
| ---------- | ---------------- | ---------------------- | --------------------- |
| Klasse 2   | Henri Demuysere  | Guy Houillon           | Serge Asseman         |
| Klasse 3   | Bertrand Lambert | Hans-Werner Eickstadt  | Gareth Rowland        |
| Klasse 5 ♂ | Mark White       | Jean-Philippe Krischer | Chris Wright          |
| Klasse 5 ♀ | Paula Arnold     | Haley Thompson         | Caroline Saint Venant |

1963 ·
1964 ·
1965 ·
1966 ·
1967 ·
1968 ·
1969 ·
1970 ·
1971 ·
1972 ·
1973 ·
1974 ·
1975 ·
1976 ·
1977 ·
1978 ·
1979 ·
1980 ·
1981 ·
1982 ·
1983 ·
1984 ·
1985 ·
1986 ·
1987 ·
1988 ·
1989 ·
1990 ·
1991 ·
1992 ·
1993 ·
1994 ·
1995 ·
1996 ·
1997 ·
1998 ·
1999 ·
2000 ·
2001 ·
2002 ·
2003 ·
2004 ·
2005 ·
2006 ·
2007 ·
2009 ·
2010 ·
2011 ·
2013 ·
2015 ·
2016 ·
2017 ·
2019 ·
2020 ·